# Елена Гошева
Елена Гошева (на македонска литературна норма: Елена Гошева) е видна юристка от Северна Македония, председателка на Конституционния съд на страната от 2013 до 2016 година.

## Биография
Родена е на 2 март 1948 година в кочанското село Оризари, тогава във Федеративна народна република Югославия. В 1975 година завършва Юридическия факултет на Скопския университет „Кирил и Методий“. Започва работа в Окръжната прокуратура в Скопие. В 1977 година полага съдийски изпит и работи като научен сътрудник. В 1984 година е избрана за заместник на общинския прокурор в Скопие. От 1997 година започва работа в градската прокуратура като заместник-прокурор. В 2002 година става заместник на висшия прокурор в Скопие. В 2008 година е избрана за член на Съвета на прокурорите на Република Македония и е пръв председател на съвета до 2010 година.
През май 2012 година е избрана за съдия в Конституционния съд на Република Македония, а от 2013 до 2016 година е и негова председателка.